# اسون-اوله تورسن
اسون-اوله تورسن (انگلیسی: Sven-Ole Thorsen؛ زادهٔ ۲۴ سپتامبر ۱۹۴۴) هنرپیشه، بدلکار، بدنساز اهل کشور دانمارک است. وی عنوان قوی‌ترین مرد دانمارک را در سال ۱۹۸۳ دریافت کرد.

## قسمتی از فیلمشناسی
- گلادیاتور
- فرشتگان چارلی ۲
- کونان بربر
- اژدها: داستان بروس لی
- کونان ویرانگر
- روی زمین مرگبار
- دوقلوها
- مرد فراری
- سایبورگ ۲
- داغ سرخ
- فلش (۱۹۹۰)
- بر فراز دریا
- مأمور ۶۹ ینسن در برج قوس
- در دستان دشمن